# Alexander Schnell

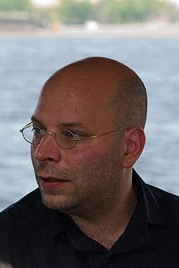
Alexander Schnell (um 2015)

Alexander Schnell (* 24. Februar 1971 in Berlin) ist ein deutscher Philosoph.

## Leben
Alexander Schnell wuchs in West-Berlin und in Heidelberg auf. Nachdem er 1989 das Abitur und das Baccalauréat am Französischen Gymnasium in Berlin abgelegt hatte, studierte er in Paris Ingenieurwissenschaften und Philosophie (wobei ihn offenbar insbesondere die Lehre von Jean-Toussaint Desanti und Marc Richir geprägt hat).
Nach einem mehrjährigen Auslandsaufenthalt in Sofia (Bulgarien), wo er erste Lehrerfahrungen an der Universität „St. Kliment Ohridski“ gesammelt hat, trat er in Paris eine Stelle als wissenschaftlicher Mitarbeiter bzw. Assistent an. Im Jahr 2001 wurde er unter der Leitung von Françoise Dastur über das Thema „Das Problem der Zeit bei Husserl (1893–1918)“ summa cum laude promoviert. Von 2002 bis 2007 lehrte er als „Maitre de Conferences“ an der Universität Poitiers. Das Thema seiner Habilitation war: „Gestalten der Transzendentalphilosophie: Fichte, Schelling, Husserl, Heidegger“ (unter der Leitung von Jean-François Courtine).
Zwischen 2007 und 2016 war er „Maitre de Conferences“ an der Universität Paris-Sorbonne und zugleich zwischen 2014 und 2016 Head of Department der Philosophie an der Paris Sorbonne University Abu Dhabi (PSUAD). Seit dessen Gründung (2007) wirkt er aktiv am Master-Mundus-Studiengang „Deutsche und Französische Philosophie in Europa (EuroPhilosophie)“ mit – er war unter anderem Leiter des Intensivseminars an der Universität Luxemburg und ist Vorsitzender der Auswahlkommission an der Universität Toulouse Jean Jaurès. Zwischen 2012 und 2016 war er verantwortlicher Leiter des Forschungszentrums „CEPCAP“ an der Universität Paris-Sorbonne. Seit 2016 ist er Universitätsprofessor an der Bergischen Universität Wuppertal (Professur für theoretische Philosophie und Phänomenologie). Er leitet dort das Institut für Transzendentalphilosophie und Phänomenologie (ITP), an welches das Internationale Fichte-Forschungszentrum (IFF), das Eugen Fink Zentrum Wuppertal (EFZW), die Archivbibliothek Post-Neukantanismus und kritischer Idealismus der Gegenwart (APIG), das Marc Richir Archiv (MRA), das Archiv für phänomenologische Forschung (APF) und das Zentrum für Prinzipienforschung (ZePF) angegliedert sind. Er ist Präsident der Association Internationale de Phénoménologie (A.I.P.).
Alexander Schnell dozierte regelmäßig an der Universität Paris-Sorbonne Abu Dhabi und war Gastprofessor an der University of Memphis (USA), an der Hōsei-Universität (Tokio, Japan) und an der Albert-Ludwigs-Universität Freiburg.
Alexander Schnell ist der Neffe der deutschen Künstlerin Eva Thomkins (geb. Schnell) und der Cousin des Schweizer Industriedesigners Nicolas Thomkins.

## Arbeitsschwerpunkte
Die Forschungsarbeit Alexander Schnells erstreckt sich von der Klassischen Deutschen Philosophie bis zur Deutschen und Französischen Phänomenologie. Sein besonderes Interesse gilt Kant, Fichte, Schelling, Husserl, Heidegger, Fink, Levinas und Richir. Er gilt als Vorreiter einer erneuerten, als transzendentaler Idealismus verstandenen Phänomenologie, die Husserls Projekt einer Phänomenologie der Erkenntnis wiederaufnimmt. Seit dem Abschluss seiner Habilitation nimmt er zunehmend eine eigenständige philosophische Position ein, für die die Begriffe der „Kernphänomenologie“, und vor allem der „konstruktiven Phänomenologie“ bzw. der „generativen Phänomenologie“ kennzeichnend sind.
Seine Arbeiten verfasst er auf Französisch und auf Deutsch.

## Schriften

### Als Autor
- Realität im Spiegel der Zeit. Die Philosophie von Black Mirror. Klostermann, Frankfurt 2024, ISBN 978-3-465-04652-3.
- Die Erscheinung der Erscheinung. J. G. Fichtes Wissenschaftslehre von 1804 – Zweiter Zyklus. Klostermann, Frankfurt am Main 2023, ISBN 978-3-465-04631-8.
- La déduction transcendantale des catégories de Kant. Interprétation phénoménologique. Vrin, Paris 2022, ISBN 978-2-7116-3079-0.
- Zeit, Einbildung, Ich. Phänomenologische Interpretation von Kants "Kategorien-Deduktion". Klostermann, Frankfurt am Main 2022, ISBN 978-3-465-04600-4.
- Der frühe Derrida und die Phänomenologie. Klostermann, Frankfurt am Main 2021, ISBN 978-3-465-04573-1.
- Le clignotement de l'être (= Le bel aujourd'hui). Hermann, Paris 2021, ISBN 979-10-370-0823-7.
- Die phänomenologische Metaphysik Marc Richirs. Klostermann, Frankfurt am Main 2020, ISBN 978-3-465-04553-3.
- Phénoménalisation et transcendance. La métaphysique phénomenologique de Marc Richir (= Mémoires des Annales de Phénoménologie. Band 16). Association Internationale de Phénoménologie, Dixmont 2020, ISBN 978-2-916484-16-7.
- Seinsschwingungen (= Philosophische Untersuchungen 50). Mohr Siebeck, Tübingen 2020, ISBN 978-3-16-159692-6.
- Qu'est-ce que la phénoménologie transcendantale? (= Reihe «Krisis»). J. Millon, Grenoble 2020, ISBN 978-2-84137-375-8.
- Was ist Phänomenologie?. Klostermann, Frankfurt am Main 2019, ISBN 978-3-465-04377-5.
- Wirklichkeitsbilder (= Philosophische Untersuchungen 40). Mohr Siebeck, Tübingen 2015, ISBN 978-3-16-154174-2.
- La déhiscence du sens (= Le bel aujourd'hui). Hermann, Paris 2015, ISBN 978-2-7056-9032-8.
- L'effondrement de la nécessité (= Reihe «Krisis»). J. Millon, Grenoble 2015, ISBN 978-2-84137-313-0.
- Qu'est-ce que le phénomène? (= Chemins philosophiques). Vrin, Paris 2014, ISBN 978-2-7116-2561-1.
- En voie du réel (= Le bel aujourd'hui). Hermann, Paris 2013, ISBN 978-2-7056-8718-2.
- Hinaus. Entwürfe zu einer phänomenologischen Metaphysik und Anthropologie (= Orbis Phaenomenologicus. Band 24). Königshausen & Neumann, Würzburg 2011, ISBN 978-3-8260-4532-5. Rezension von Mark Thomas.[1]
- Le sens se faisant. Marc Richir et la refondation de la phénoménologie transcendantale (= Ousia. Band 66). Ousia, Brüssel 2011, ISBN 978-2-87060-159-4. (mit einem Vorwort von Guy van Kerckhoven)
- En face de l’extériorité. Levinas et la question de la subjectivité (= Bibliothèque d’Histoire de la Philosophie). Vrin, Paris 2010, ISBN 978-2-7116-2323-5.
- En deçà du sujet. Du temps dans la philosophie transcendantale allemande (= Epiméthée). PUF, Paris 2010, ISBN 978-2-13-058094-2.
- Réflexion et spéculation. L’idéalisme transcendantal chez Fichte et Schelling (= Reihe «Krisis»). J. Millon, Grenoble 2009, ISBN 978-2-84137-251-5.
- Husserl et les fondements de la phénoménologie constructive (= Reihe «Krisis»). J. Millon, Grenoble 2007, ISBN 978-2-84137-206-5. Rezension von Peter Gaitsch.[2]
- De l’existence ouverte au monde fini. Heidegger 1925–1930 (= Bibliothèque d’Histoire de la Philosophie). Vrin, Paris 2005, ISBN 2-7116-1792-0.
- Temps et Phénomène. La phénoménologie husserlienne du temps (1893–1918) (= Europæa Memoria/Studien. Band 35). Olms, Hildesheim 2004, ISBN 3-487-12798-9 (zugl. Dissertation, Universität Paris 2001)
- La Genèse de l’apparaître. Études phénoménologiques sur le statut de l’intentionnalité (= Mémoires des Annales de Phénoménologie. Band 5). APP, Beauvais 2004, ISBN 2-9518226-6-9.

### Als Herausgeber (Auswahl)
- mit Guillaume Ferrer, Sylvaine Gourdain, Nicolas Garrera-Tolbert: Phänomenologie und spekulativer Realismus. Phenomenology and Speculative Realism. Phénoménologie et réalisme spéculatif. Königshausen & Neumann, Würzburg 2021.
- mit Danielle Cohen-Lévinas: Levinas lecteur de Heidegger. Vrin, Paris 2021.
- mit Hartmut Traub und Christoph Asmuth: Fichte im Streit. Festschrift für Wolfgang Janke. Würzburg, Königshausen & Neumann 2018.
- Lire les Beiträge zur Philosophie de Heidegger. Paris, Hermann 2017.
- mit Danielle Cohen-Lévinas: Relire Autrement qu’être ou au-delà de l’essence d’Emmanuel Levinas. Paris, Vrin 2016.
- mit Augustin Dumont: Einbildungskraft und Reflexion. Imagination et réflexion. Neuere philosophische Untersuchungen zu Novalis. Recherches philosophiques récentes sur Novalis. Berlin, Münster usw., LIT-Verlag 2016.
- mit Danielle Cohen-Lévinas: Relire Totalité et infini d'Emmanuel Levinas. Vrin, Paris 2015.
- mit Gilles Marmasse: Comment fonder la philosophie? L’idéalisme allemand et la question du principe premier. CNRS-éditions, Paris 2014, ISBN 978-2-271-07715-8.
- mit Karel Novotny und Laszló Tengelyi: La Phénoménologie comme philosophie première (= Mémoires des Annales de Phénoménologie. Band 10). APP, Amiens 2011, ISBN 978-80-7007-347-6.
- mit Jean-Christophe Goddard: L’Être et le phénomène. La Doctrine de la Science de 1804 de J.G. Fichte = Sein und Erscheinung. Die Wissenschaftslehre 1804 J.G. Fichtes (= Bibliothèque d'histoire de la philosophie). Vrin, Paris 2009, ISBN 978-2-7116-2212-2.
- mit Pierre Kerszberg und Antonino Mazzù: L’Œuvre du phénomène. Mélanges de philosophie offerts à Marc Richir. Ousia, Brüssel 2009, ISBN 978-2-87060-148-8.
- mit Ion Copoeru: Recherches phénoménologiques actuelles en Roumanie et en France (= Europæa Memoria/Studien. Band 51). Olms, Hildesheim 2006, ISBN 3-487-13263-X.